# Osismi

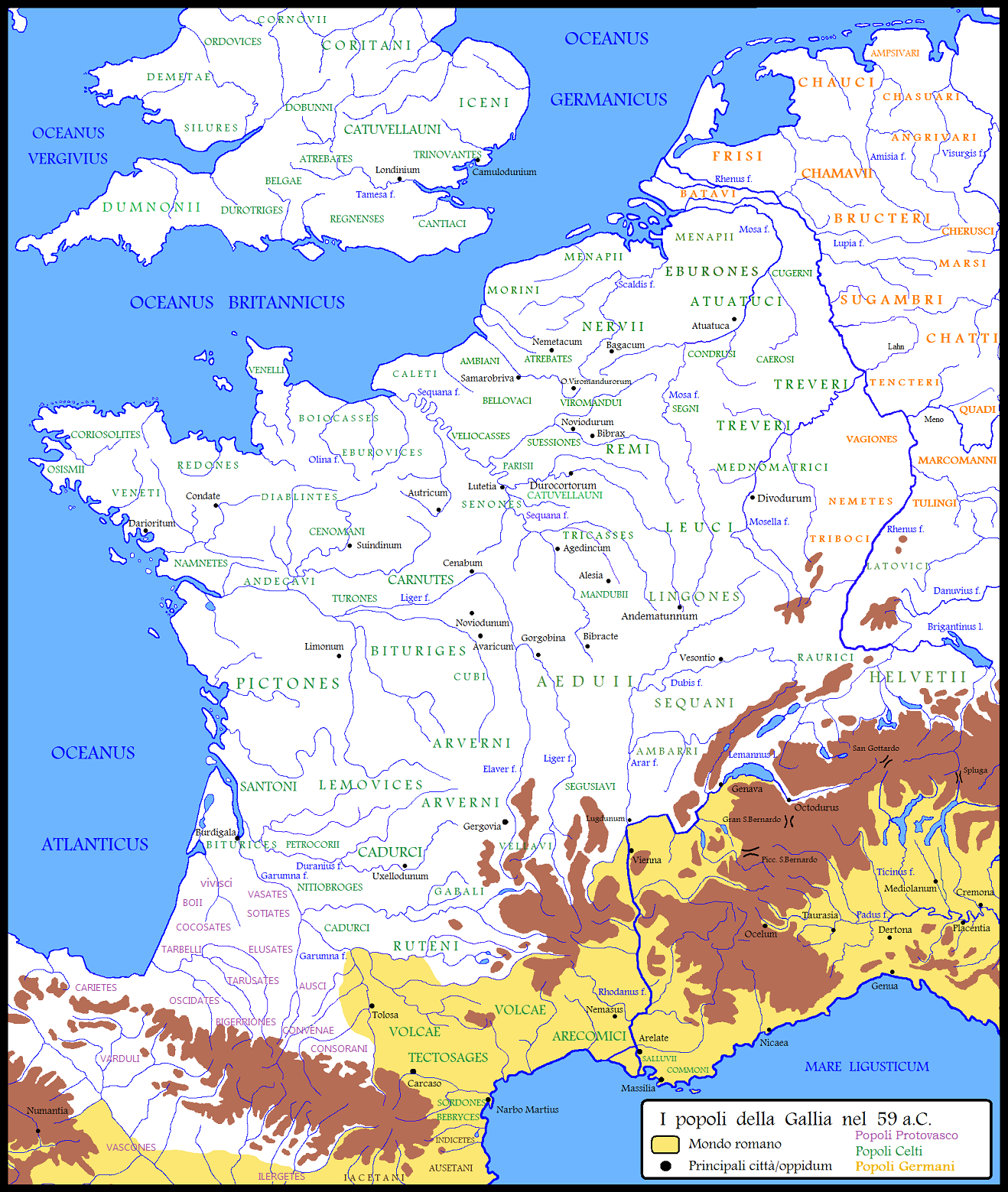
Mappa della Gallia nel 59 a.C., prima della conquista di Cesare con l'indicazione degli Osismi

Gli Osismi (in latino Osismii) furono una tribù gallica facente parte dei popoli celti armoricani.

## Territorio

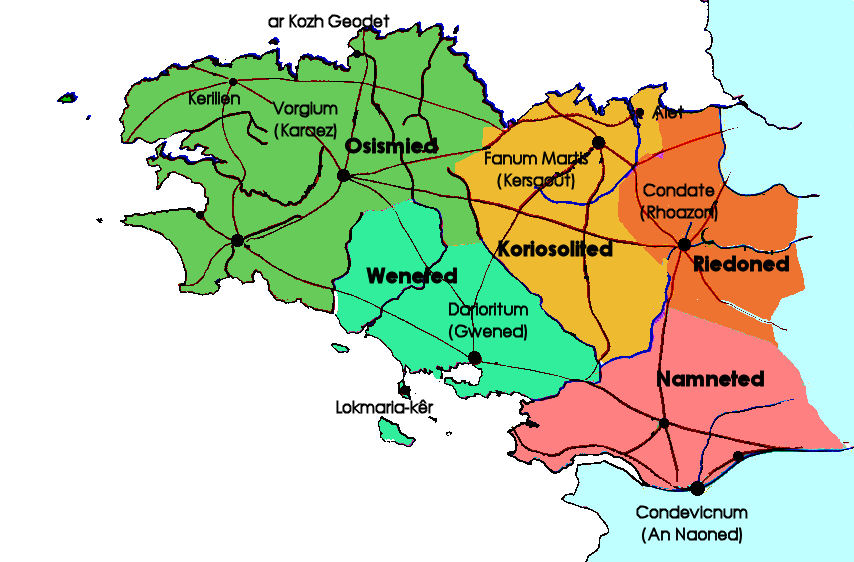
Il territorio degli Osismi (in verde), tra i popoli gallo-bretoni

Gli Osismi condividevano con i Veneti il territorio dell'attuale Bretagna. Più precisamente, mentre il territorio dei Veneti si affacciava sulla costa atlantica, attorno alla loro capitale Vannes, sembra che gli Osismi vivessero invece nel nord della Bretagna e in territorio di Finistère, una posizione da cui potevano probabilmente esercitare il controllo sul traffico marittimo della Manica. Il loro territorio doveva corrispondere almeno a quello dell'attuale dipartimento francese di Finistère e a quello della parte ovest della Côtes-d'Armor.
Loro capitale, o capoluogo, fu l'attuale città di  Carhaix (Vorgium per gli antichi romani). Esisteva anche un altro agglomerato chiamato Vorganium e un oppidum a Le Yaudet (vicino all'attuale Lannion, nella Côtes-d'Armor).

## Storia
Si sa molto poco della storia di questo popolo, nonostante già nel IV secolo a.C. fossero citati, sotto il nome di Ostimioi, dal navigatore greco-massaliota Pitea che collocava il loro territorio a fianco dell'île d'Ouessant e di un capo Kabaïon, del quale non si sa se trattarsi della punta di Penmarch o del promontorio di Raz. Il loro nome significa «i più alti» o «quelli dell'estremo del mondo», un significato che corrisponde a quello attuale di Finis terrae.
Gli Osismi sono poco citati da Cesare nel suo De bello Gallico e dalle cronache dell'epoca.
Essi compaiono puntualmente nei testi di autori successivi: Plinio il Vecchio, Strabone e Tolomeo.

Secondo questi autori gli Osismi, benché sottomessi da Cesare nel 57 a.C., avrebbero partecipato alla rivolta dei Veneti nel 56 a.C. oltre che all'esercito in soccorso che corse in appoggio a Vercingetorige durante l'assedio di Alesia.

## Economia, politica
Recenti ritrovamenti archeologici (provenienti soprattutto dagli scavi incompleti di Carhaix-Plouguer) farebbero supporre che gli Osismi fossero più potenti, più ricchi e, forse, più influenti dei Veneti loro confinanti.
Le fondazioni di vasti edifici, più imponenti di quelli trovati a Vannes, sono state portate alla luce presso Carhaix. 
Le numerose mole e tracce di silos lasciano pensare che essi padroneggiassero perfettamente la coltura dei cereali. 
I numerosi oggetti in ferro, bronzo, o argento potrebbero indicare che essi controllavano anche delle miniere.
Un importante tesoro, un deposito di esemplari monetali gallici è stato portato alla luce nell'estate 2007 a Laniscat (Côtes-d'Armor) durante gli scavi di quella che si credeva essere una proprietà agricola dell'età del ferro; un'area coltivata che doveva appartenere ad una famiglia importante visto che gli scavi archeologici hanno rivelato, all'interno di una cinta, 545 monete di elettro disperse su varie centinaia di metri quadrati al di sotto di una massicciata stradale. Questo tesoro comprende 58 stateri e 487 quarti di statere, tipiche emissioni monetali dell'organizzazione degli Osismi. Si tratta del deposito monetale più importante finora scoperto in Bretagna che, peraltro, è la regione che ne ha restituiti di più. Oltre alle monete rare, vi si sono rinvenute delle varianti inedite, recanti sulla sinistra di un lato un tipo di testa umana con capigliatura stilizzata a grosse ciocche e con un doppio cordone di perle attorno al capo terminante all'estremità in quella che sembra essere una piccola testa tagliata. Vi compare anche un cinghiale, importante animale simbolico presso i galli. Sul verso della moneta vi figura un cavallo non androcefalo cavalcato da un uomo che impugna una lancia nella mano destra e nella sinistra uno scudo. Il cavallo fronteggia un motivo floreale mentre al di sotto del simbolo del cinghiale sembra esservi un'insegna.

### Fonti
- Stephan Fichtl, Les Peuples gaulois, éditions Errance, Paris 2004 ISBN 2-87772-290-2
- John Haywood, Atlas historique des Celtes, trad. Colette Stévanovitch, Autrement, coll. Atlas/Mémoires, Paris, 2002 ISBN|2-7467-0187-1.
- Venceslas Kruta, Les Celtes, Histoire et Dictionnaire, Éditions Robert Laffont,  coll. «Bouquins» , Paris, 2000, ISBN 2-7028-6261-6